# Vitrac-sur-Montane
Vitrac-sur-Montane är en kommun i departementet Corrèze i regionen Nouvelle-Aquitaine i de centrala delarna av Frankrike. Kommunen ligger  i kantonen Corrèze som tillhör arrondissementet Tulle. År 2022 hade Vitrac-sur-Montane 239 invånare.

## Befolkningsutveckling
Antalet invånare i kommunen Vitrac-sur-Montane
Referens:INSEE